# 中江桂子
中江 桂子（なかえ けいこ）は、日本の社会学者。明治大学文学部教授。専門はメディア研究、メディア史。

## 略歴
1987年に津田塾大学学芸学部国際関係学科を卒業し、1989年に法政大学大学院社会科学研究科社会学専攻修士課程を修了、1993年に法政大学大学院社会科学研究科社会学専攻博士課程を修了する。
1997年に千葉大学文学部行動科学科助手、1999年に成蹊大学文学部文化学科助教授、2000年に成蹊大学文学部現代社会学科助教授・准教授、2010年に成蹊大学文学部現代社会学科教授、2018年に明治大学文学部教授に就任する。

## 著書
- 『メディアと文化の日韓関係』（共著、新曜社、2016年）
- 『ダイナミズムとしてのジェンダー』（共著、風間書房、2016年）
- 『昭和文化のダイナミクス』(共著、ミネルヴァ書房、2016年)
- 『不協和音の宇宙へ―モンテスキューの社会学』(新曜社、2017年)

## 参照
1. 1 2  明治大学-教員データベース